# Austropurcellia scoparia
Austropurcellia scoparia - gatunek kosarza z podrzędu Cyphophthalmi i rodziny Pettalidae.

## Biotop
Bytuje w ściółce.

## Występowanie
Gatunek endemiczny dla Australii. Występuje w północno-wschodnim Queensland.